# Квинта, Руслан
Руслан Квинта (имя при рождении — Руслан Валерьевич Ахрименко; род. 19 июля 1972, Коростень) — украинский композитор, музыкальный продюсер, певец. С 2013 года — музыкальный продюсер телепроектов «Голос країни» и «Голос. Діти». С 2018 — музыкальный продюсер «Євробачення. Національний відбір».
Постоянный соавтор: поэт-песенник Виталий Куровский.
Сотрудничество: София Ротару: около 30 песен: «Прости», «Одна калина», «Осенние цветы», «Вишневый сад» и др…, Ирина Билык: 6 песен («Любовь. Яд», «Малыш», «Девочка», «Лето», «Рассвет», «Большая мама»), Николай Басков, Филипп Киркоров, Мика Ньютон: около 15 песен («Белые лошади», «Выше, чем любовь», «В плену», «Теплая река» и т. д.), Ассия Ахат, Наталия Могилевская, Ани Лорак, Наталья Валевская, Андрей Данилко, Александр Малинин, Таисия Повалий, около сотни артистов. Автор песни «Angel», с которой Мика Ньютон представляла Украину на конкурсе «Евровидение», заняв четвёртое место.
Автор песен «Раненый зверь» и «Far Far Away» для молодого артиста Kain Rivers совместно с аранжировщиками Сергеем Ермолаевым (Ранов) и Андреем Игнатченко (Iksiy Music) — авторы мирового хита «Плакала» культовой украинской группы «KAZKA».
Песня Руслана Квинты «Пьяное солнце» в исполнении Никиты Алексеева в конце 2015 возглавила чарт российского iTunes и продержалась на вершине 6 недель
.
Писал музыку для рекламы, музыку для фильмов: «Жизнь врасплох», сериал «Кадетство», сериал «Я лечу».

## Биография
Родился 19 июля 1972 года в городе Коростень Житомирской области. Мать работала поваром в больнице, а отец Валерий Ахрименко работал машинистом поезда.
В 1976 году вместе с семьей переехал в Казахстан, где прожили до 1982 года. Жили в поселке Макат. В 5 лет он сам записался в детский сад.
В 1982 году, когда он учился в 3 классе, семья Ахрименко вернулись на Украину. Руслан пошёл в музыкальную школу. Научился играть на бас-гитаре, и в старших классах создал ансамбль, с которым играл на свадьбах.
В 1989 году поступил в музыкальное училище в городе Мозырь, Белоруссия, где преподаватель предложил ему учиться играть на фаготе.
В 1990 году перевелся на 2 курс в Минское музыкальное училище им. Глинки, участвовал в республиканских конкурсах как фаготист, где стал лауреатом и дипломантом.
С 1991 по 1993 год служил в армии в Москве, играл в военном оркестре почётного караула.
С 1993 года перевелся в Киевское музыкальное училище им. Глиэра по классу фагот.
С 1995 по 2000 год учился в Киевской консерватории им. П. И. Чайковского по классу фагот. Мечта Квинты сбылась, он стал учеником профессора Владимира Николаевича Апатского.

## Творческая деятельность
В период 1993—1996 годы работает как музыкант оркестрант в театрах оперы и балета, детском музыкальном оперном театре и симфоническом оркестре Украины под руководством таких дирижёров как В. Шейко и А. Баклан. В этот период с оркестрами гастролировал по таким странам как: Польша, Германия, Франция, Италия, Испания, Перу, Колумбия, Гондурас, Коста-Рика, Панама, Чили, Эквадор, Боливия, Швеция и ЮАР.
С 1997 по 2000 год параллельно консерватории работал как певец и композитор на студии «Пионер» Олега Афанасенко. В то время Квинта уже сотрудничал с артистами, такими как: Евгения Власова, Gallina, Ольга Юнакова, Артур Кульпович, Лина Скачко, Лия Громова, Костя Гнатенко, Алина Гросу и другие. Тогда композитор познакомился с поэтом Виталием Куровским.
С 2000 года получил предложение о сотрудничестве от Юрия Никитина, компания «Mamamusic». Услышав в исполнении Евгении Власовой песню Квинты «Ветер надежды», Никитин нашёл его и предложил работу композитора. За период сотрудничества, Квинта написал большое количество песен для украинских исполнителей, среди которых: «Любовь — яд» Ирины Билык, «Джимми» для певицы Gallina, большую часть репертуара Алины Гроссу и Ассии Ахат и др.
Также на студии «Mamamusic» в 2001 году начинается сотрудничество Квинты с Софией Ротару. В этот период творческим тандемом Квинта-Куровский были написаны для певицы песни «Забыть» и «Чекай».
Активноe сотрудничество Квинты и Софии Ротару начинается после переезда композитора в студию радиостанции «NRJ». В 2004 году композитор открыл собственную студию «Kvinta production» на территории радиостанции «Апельсин» (с 2006 — «NRJ (Energy) Украина»).Тогда появились хиты: «Небо - это я», «Одна калина», «Белая зима», «Осенние цветы» и другие известные песни певицы. Всего для Ротару Квинтой было написано более 20 песен и выпущен альбом «Небо — это я!».
В 2004 году Руслан Квинта получил награду «Песня года» за композицию «Одна калина» Софии Ротару. Также дипломы «Новые песни о главном» за песню Софии Ротару «Белая зима», «Осенние цветы», и более 20 дипломов таких программ как «Шлягер», «Хиты 2004 года» (Киев) за песни «Я буду руки твои целовать» Николая Баскова, «Любовь — Яд» Ирины Билык, «О тебе» Евгении Власовой.
С 2005 по 2007 годы работал в компании «Стиль Рекордс». В этот период сотрудничал с Микой Ньютон, написал музыку и саундтреки к фильму режиссёра Александра Бруньковского «Жизнь врасплох» и сериалу «Кадеты».
Создал популярную композицию «Destination» с известным российским диджеем Леонидом Руденко, которая в 2008 году вошла в 10 лучших в Европе по версии журнала Billboard.
С 2008 года вернулся в Киев, где открыл студию в продюсерском центре Софии Ротару. Продолжил работать над песнями.
В 2010 году получил приглашение от Натальи Могилевской и начал работать как композитор и музыкальный продюсер в компании TALANT Group.
В 2010 году сотрудничал с Антониной Матвиенко, написал для неё песню «Мої сни».
В 2011 году Мика Ньютон заняла 4 место на Евровидении от Украины с песней «Angel», музыку для которой написал Квинта.
Сопродюсер группы «INDI». 2 ноября 2011 года совместно с Натальей Могилевской презентовал свой музыкальный проект «INDI», в котором является автором и фронтменом. Музыкальный коллектив является единственным в мире, который использует фагот в поп-музыке.
С 2013 года — музыкальный продюсер телепроектов «Голос країни» и «Голос. Діти».
В 2014 году песня Руслана Квинты для Alekseev — «Пьяное солнце» стала первым в Украине платиновым синглом в iTunes. Пользователи приложения скачали песню более 100 000 раз.
С 2018 года — музыкальный продюсер «Євробачення. Національний відбір».

— Часто приходят инвесторы для того, чтобы Квинта написал для их девочки песню и она стала звездой?
— Я стараюсь ограничивать себя от таких приходов. Для меня написать песню — это все равно, что оторвать от себя часть какого-то органа. Если песня будет пылиться где-то на полке, а не звучать, я буду ходить опустошенным, а это никакими деньгами не восполнить. Для таких случаев мои песни вообще бесценны.— 

## Самые известные песни
| Название                                     | Год  |
| -------------------------------------------- | ---- |
| «Джимми» — Gallina                           | 1998 |
| «О тебе» — Евгения Власова                   | 1999 |
| «Чекай» — София Ротару                       | 2001 |
| «Небо — это я» — София Ротару                | 2003 |
| «Одна калина» — София Ротару                 | 2004 |
| «Я буду руки твои целовать» — Николай Басков | 2004 |
| «Белая зима» — София Ротару                  | 2005 |
| «Любовь-яд» — Ирина Билык                    | 2005 |
| «Осенние цветы» — София Ротару               | 2006 |
| «В плену но без тебя» — Мика Ньютон          | 2006 |
| «Белые лошади» — Мика Ньютон                 | 2006 |
| «Выше чем любовь» — Мика Ньютон              | 2008 |
| «Лунопарк» — Мика Ньютон                     | 2008 |
| «Я тебя люблю» — Маша Собко                  | 2009 |
| «Девочка» — Ирина Билык                      | 2009 |
| «Angel» — Мика Ньютон («Евровидение-2011»)   | 2011 |
| «Твоя» — НеАнгелы                            | 2014 |
| «Пьяное солнце» — Alekseev                   | 2014 |
| «Сердце» — НеАнгелы                          | 2015 |
| «Снов осколки» — Alekseev                    | 2015 |
| «Чувствую душой» — Alekseev                  | 2016 |
| «Поруч» — Kazka и Alekseev                   | 2020 |

## Фильмография
Композитор
- 2006 — «Жизнь врасплох»
- 2006—2007 — сериал «Кадетство»
- 2008 — сериал «Я лечу»
- 2009—2010 — Кремлёвские курсанты
- 2014 — Всё равно ты будешь мой
- 2016 — Гроза над Тихоречьем

## Личная жизнь
В 1994 —2007 был женат на Виктории Рудник.
Дочь — Елизавета Руслановна Ахрименко (род. 26 августа 1997) — иллюстратор, графический дизайнер, учится в Будапеште.
На данный момент — в гражданском браке с Анастасией Кумейко (род. 14 марта 1986) (экс-солистка группы Nikita, ныне более известна как DJ Nana)

## Интересные факты
- Много лет занимался парашютным спортом. Совершил более 1000 прыжков с парашютом[46]
- В 2012 году в честь второго ежегодного музыкального фестиваля «Crimea Music Fest» совершил тысячный прыжок с парашютом, держа в руках флаг с логотипом фестиваля.[47]
- С 2008 года занимается йогой, практикует как одиночную, так и парную йогу[48][49]
- В 2020 году  — во время карантина похудел на 8 килограммов[50]
- 8 лет был вегетарианцем.[51] В 2020 году вернулся к полноценному правильному режиму питания
- Не ведет статистику написаных песен. По состоянию на 2005 год в сотрудничестве с Виталием Куровским было написано более 2500 песен.[52]

## Стоимость песен
В 2017 году назвал сумму за песню от 1000$ до 5000$.